# Рай (къмпинг)
„Рай“ е целогодишен къмпинг на Българското Черноморие, разположен на 1 км северно от устието на река Камчия. Намира се на 28 км южно от Варна и 4 км югоизточно от село Близнаци. Мястото е съчетание от морски бряг с плаж, дюни и уникална лонгозна гора до устието на реката. Къмпингът е част от курорта „Камчия“ и е разположен между Санитарно-оздравителния комплекс „Камчия“ и къмпинг „Романтика“, успоредно на брега на площ от 25 хектара. По цялата му дължина от 750 м има равен плаж със златист плясък. Плажната ивица е една от най-широките по българското Черноморие: от 60 м в северната част до 100 – 120 м в средната и южната част. Морското дъно е променливо заради вливането на реката, която постоянно променя релефа му. Това е сериозна опасност, която ежегодно е причина за удавяния. 
Къмпингът разполага с 12 бунгала и 35 вили на 50 – 100 метра от плажа. На територията на къмпинга има: 
- магазин за хранителни стоки;
- заведения за хранене – ресторант „Олимп“, дневно бистро „Балатон“, готварница „Лотос“;
- пазар;
- детска площадка;
- развлечения – риболов и разходка с лодка.

Предлага се барбекю под наем, разрешено е ползването на газов котлон. Забранено е ползването на електрическа скара и паленето на огън. 
През Втората световна война местността е била част от отбранителната система на България. Днес за военното значение на района говори само изоставен бункер, изграден над плажа в северната част – дълговременна огнева точка (ДОТ).